# Linea principale Hankyū Kyōto
La  Linea principale Kyoto (京都本線?, Kyōto Honsen) è una ferrovia delle Ferrovie Hankyū a scartamento normale che collega le stazioni di Umeda a Osaka e Kawaramachi, a Kyoto, collegando anche le città e i paesi situati fra le due metropoli.

## Definizione
La linea principale Kyōto è spesso chiamata brevemente Linea Kyōto (京都線?, Kyōto sen), e in un senso più ampio include anche le linee Senri e Arashiyama. Le altre due linee della Hankyu, la linea Kōbe e la linea Takarazuka sono chiamate in giapponese come  (神宝線?, Shinpōsen).
Ufficialmente la linea Kyoto parte dalla stazione di Jūsō e arriva a Kawaramachi, ma praticamente tutti i treni superano Jūsō e arrivano al terminal di Umeda, usando i due binari esterni della linea Takarazuka (non chiaro. A Juso usano i binari 5 e 6, a Umeda i binari 1, 2 e 3).

## Servizi
I treni sono classificati secondo nove tipologie, come da orario ufficiale aggiornato al 14 maggio 2011
- Locale (普通?, futsū)
- Semi-Espresso (準急?, junkyū)  (abbreviated as "S" in the table below)
- Semi-Espresso Sakaisuji (堺筋準急?, sakaisuji junkyū)  ("SS")
- Servizio Rapido (快速?, kaisoku) ("R")
- Servizio Rapido (快速急行?, kaisoku kyūkō) ("E")
- Espresso Limitato (特急?, tokkyū) ("L")
- Espresso Limitato (通勤特急?, tsūkin tokkyū) ("C")
- Espresso Limitato (快速特急?, kaisoku tokkyū) ("SL")
- Espresso Limitato Arashiyama (直通特急?, chokutsū tokkyū) ("A")

Tre tipi di Espressi Limitati vengono tuttavia indicati diversamente in giapponese, mentre la loro traduzione negli annunci in inglese viene resa in tutti i casi come Limited Express. In questa pagina i servizi tokkyū sono tradotti come Espresso Limitato Regolare, i tsūkin tokkyū come Espressi Limitati Pendolari, i kaisoku tokkyū come Espressi Limitati turistici, e i chokutsū tokkyū come Espressi Limitati Arashiyama dove necessario. Nota che non si tratta di traduzioni ufficiali.

### Transiti su altre linee
Oltre ai servizi sulle linee di proprietà, alcuni treni operano anche da/a diverse altre linee:
LocaliAlcuni treni locali operano fra Umeda e Kita-Senri (sulla linea Senri, interconnessa alla stazione di Awaji) e fra Takatsuki-shi e Tengachaya (sulla linea Sakaisuji, tramite la linea Senri).
Semi Espresso Sakaisujii treni percorrono il tratto fra Kawaramachi o Takatsuki-shi e Tengachaya.
Espresso limitato Arashiyamai treni percorrono in certi orari speciali il percorso fra Arashiyama e Tengachaya, Kosoku Kobe e Takarazuka.

## Stazioni
Nella tabella sottostante vengono mostrati gli schemi delle fermate dei vari servizi abbreviati con le lettere corrispondenti (vedi sezione precedente). Se nella casella non è presente alcuna lettera, significa che il treno non ferma presso questa stazione. Oltre ai treni indicati, esistono i servizi Locali, che fermano in tutte le stazioni. 
Nessun treno ferma alla Nakatsu, utilizzata solo dalle linee Kōbe e Takarazuka. 
Come punto iniziale è utilizzata la stazione di Jūsō Station, che ufficialmente rappresenta il capolinea della linea per Kyoto.
| Codice | Stazione                          | Giapponese                        | Distanza (km) | Distanza dalla stazione precedente (km) | S  | SS | R  | E  | L  | C  | SL | A  | Collegamenti                                | Posizione                       | Posizione                       | Posizione           |
| ------ | --------------------------------- | --------------------------------- | ------------- | --------------------------------------- | -- | -- | -- | -- | -- | -- | -- | -- | ------------------------------------------- | ------------------------------- | ------------------------------- | ------------------- |
| HK-01  | Umeda                             | 梅田                              | 2.4           | (2.4)                                   | ●  |    | ●  | ●  | ●  | ●  | ●  |    |                                             | Kita-ku                         | Osaka                           | Prefettura di Osaka |
| HK-03  | Jūsō                              | 十三                              | -             | 0.0                                     | ●  |    | ●  | ●  | ●  | ●  | ●  | ●  | Linea Kōbe Linea Takarazuka                 | Yodogawa-ku                     | Osaka                           | Prefettura di Osaka |
| HK-61  | Minamikata                        | 南方                              | 1.9           | 1.9                                     | ●  |    | ●  | ｜ | ｜ | ｜ | ｜ | ｜ |                                             | Yodogawa-ku                     | Osaka                           | Prefettura di Osaka |
| HK-62  | Sōzenji                           | 崇禅寺                            | 1.3           | 3.2                                     | ｜ |    | ｜ | ｜ | ｜ | ｜ | ｜ | ｜ |                                             | Higashiyodogawa-ku              | Osaka                           | Prefettura di Osaka |
| HK-63  | Awaji                             | 淡路                              | 1.0           | 4.2                                     | ●  | ●  | ●  | ●  | ●  | ｜ | ●  | ●  | Linea Senri                                 | Higashiyodogawa-ku              | Osaka                           | Prefettura di Osaka |
| HK-64  | Kami-Shinjō                       | 上新庄                            | 2.1           | 6.3                                     | ●  | ●  | ●  | ｜ | ｜ | ｜ | ｜ | ｜ |                                             | Higashiyodogawa-ku              | Osaka                           | Prefettura di Osaka |
| HK-65  | Aikawa                            | 相川                              | 0.9           | 7.2                                     | ｜ | ｜ | ｜ | ｜ | ｜ | ｜ | ｜ | ｜ |                                             | Higashiyodogawa-ku              | Osaka                           | Prefettura di Osaka |
| -      | Posto di comando di Higashi-Suita | Posto di comando di Higashi-Suita | 1.1           | 8.3                                     | ｜ | ｜ | ｜ | ｜ | ｜ | ｜ | ｜ | ｜ |                                             | Suita                           | Suita                           | Prefettura di Osaka |
| HK-66  | Shōjaku                           | 正雀                              | 1.1           | 9.4                                     | ｜ | ｜ | ｜ | ｜ | ｜ | ｜ | ｜ | ｜ |                                             | Settsu                          | Settsu                          | Prefettura di Osaka |
| HK-67  | Settsu-shi                        | 摂津市                            | 1.5           | 10.9                                    | ｜ | ｜ | ｜ | ｜ | ｜ | ｜ | ｜ | ｜ |                                             | Settsu                          | Settsu                          | Prefettura di Osaka |
| HK-68  | Minami-Ibaraki                    | 南茨木                            | 2.0           | 12.9                                    | ●  | ●  | ●  | ｜ | ｜ | ｜ | ｜ | ｜ | Monorotaia di Ōsaka                         | Ibaraki                         | Ibaraki                         | Prefettura di Osaka |
| HK-69  | Ibaraki-shi                       | 茨木市                            | 1.9           | 14.8                                    | ●  | ●  | ●  | ●  | ●  | ●  | ｜ | ｜ |                                             | Ibaraki                         | Ibaraki                         | Prefettura di Osaka |
| HK-70  | Sōjiji                            | 総持寺                            | 1.4           | 16.8                                    | ｜ | ｜ | ｜ | ｜ | ｜ | ｜ | ｜ | ｜ |                                             | Ibaraki                         | Ibaraki                         | Prefettura di Osaka |
| HK-71  | Tonda                             | 富田                              | 1.1           | 17.3                                    | ｜ | ｜ | ｜ | ｜ | ｜ | ｜ | ｜ | ｜ |                                             | Takatsuki                       | Takatsuki                       | Prefettura di Osaka |
| HK-72  | Takatsuki-shi                     | 高槻市                            | 3.3           | 20.6                                    | ●  | ●  | ●  | ●  | ●  | ●  | ｜ | ｜ |                                             | Takatsuki                       | Takatsuki                       | Prefettura di Osaka |
| HK-73  | Kammaki                           | 上牧                              | 4.3           | 24.9                                    | ●  | ●  | ｜ | ｜ | ｜ | ｜ | ｜ | ｜ |                                             | Takatsuki                       | Takatsuki                       | Prefettura di Osaka |
| HK-74  | Minase                            | 水無瀬                            | 0.8           | 25.7                                    | ●  | ●  | ｜ | ｜ | ｜ | ｜ | ｜ | ｜ |                                             | Distretto di Mishima, Shimamoto | Distretto di Mishima, Shimamoto | Prefettura di Osaka |
| HK-75  | Ōyamazaki                         | 大山崎                            | 2.0           | 27.7                                    | ●  | ●  | ｜ | ｜ | ｜ | ｜ | ｜ | ｜ |                                             | Distretto di Otokuni, Ōyamazaki | Distretto di Otokuni, Ōyamazaki | Prefettura di Kyōto |
| HK-76  | Nishiyama-Tennōzan                | 西山天王山                        | 2.5           | 30.2                                    | ●  | ●  | ｜ | ｜ | ｜ | ｜ | ｜ | ｜ |                                             | Nagaokakyō                      | Nagaokakyō                      | Prefettura di Kyōto |
| HK-77  | Nagaoka-Tenjin                    | 長岡天神                          | 1.5           | 31.7                                    | ●  | ●  | ●  | ●  | ●  | ●  | ｜ | ｜ |                                             | Nagaokakyō                      | Nagaokakyō                      | Prefettura di Kyōto |
| HK-78  | Nishi-Mukō                        | 西向日                            | 1.9           | 33.6                                    | ●  | ●  | ｜ | ｜ | ｜ | ｜ | ｜ | ｜ |                                             | Mukō                            | Mukō                            | Prefettura di Kyōto |
| HK-79  | Higashi-Mukō                      | 東向日                            | 1.4           | 35.0                                    | ●  | ●  | ｜ | ｜ | ｜ | ｜ | ｜ | ｜ |                                             | Mukō                            | Mukō                            | Prefettura di Kyōto |
| HK-80  | Rakusaiguchi                      | 洛西口                            | 1.3           | 36.3                                    | ●  | ●  | ｜ | ｜ | ｜ | ｜ | ｜ | ｜ |                                             | Nishikyō-ku                     | Kyoto                           | Prefettura di Kyōto |
| HK-81  | Katsura                           | 桂                                | 1.7           | 38.0                                    | ●  | ●  | ●  | ●  | ●  | ●  | ●  | ●  | Linea Arashiyama                            | Nishikyō-ku                     | Kyoto                           | Prefettura di Kyōto |
| HK-82  | Nishi-Kyōgoku                     | 西京極                            | 2.1           | 40.1                                    | ●  | ●  | ｜ | ｜ | ｜ | ｜ | ｜ |    |                                             | Ukyō-ku                         | Kyoto                           | Prefettura di Kyōto |
| HK-83  | Saiin                             | 西院                              | 1.8           | 41.9                                    | ●  | ●  | ●  | ●  | ｜ | ●  | ｜ |    | Linea Keifuku Arashiyama                    | Ukyō-ku                         | Kyoto                           | Prefettura di Kyōto |
| HK-84  | Ōmiya                             | 大宮                              | 1.4           | 43.3                                    | ●  | ●  | ●  | ●  | ｜ | ●  | ｜ |    | Linea Keifuku Arashiyama                    | Nakagyō-ku                      | Kyoto                           | Prefettura di Kyōto |
| HK-85  | Karasuma                          | 烏丸                              | 1.1           | 44.4                                    | ●  | ●  | ●  | ●  | ●  | ●  | ●  |    | Linea Karasuma                              | Shimogyō-ku                     | Kyoto                           | Prefettura di Kyōto |
| HK-86  | Kawaramachi                       | 河原町                            | 0.9           | 45.3                                    | ●  | ●  | ●  | ●  | ●  | ●  | ●  |    | Linea principale Keihan (Shijō-Kawaramachi) | Shimogyō-ku                     | Kyoto                           | Prefettura di Kyōto |